# Домофон

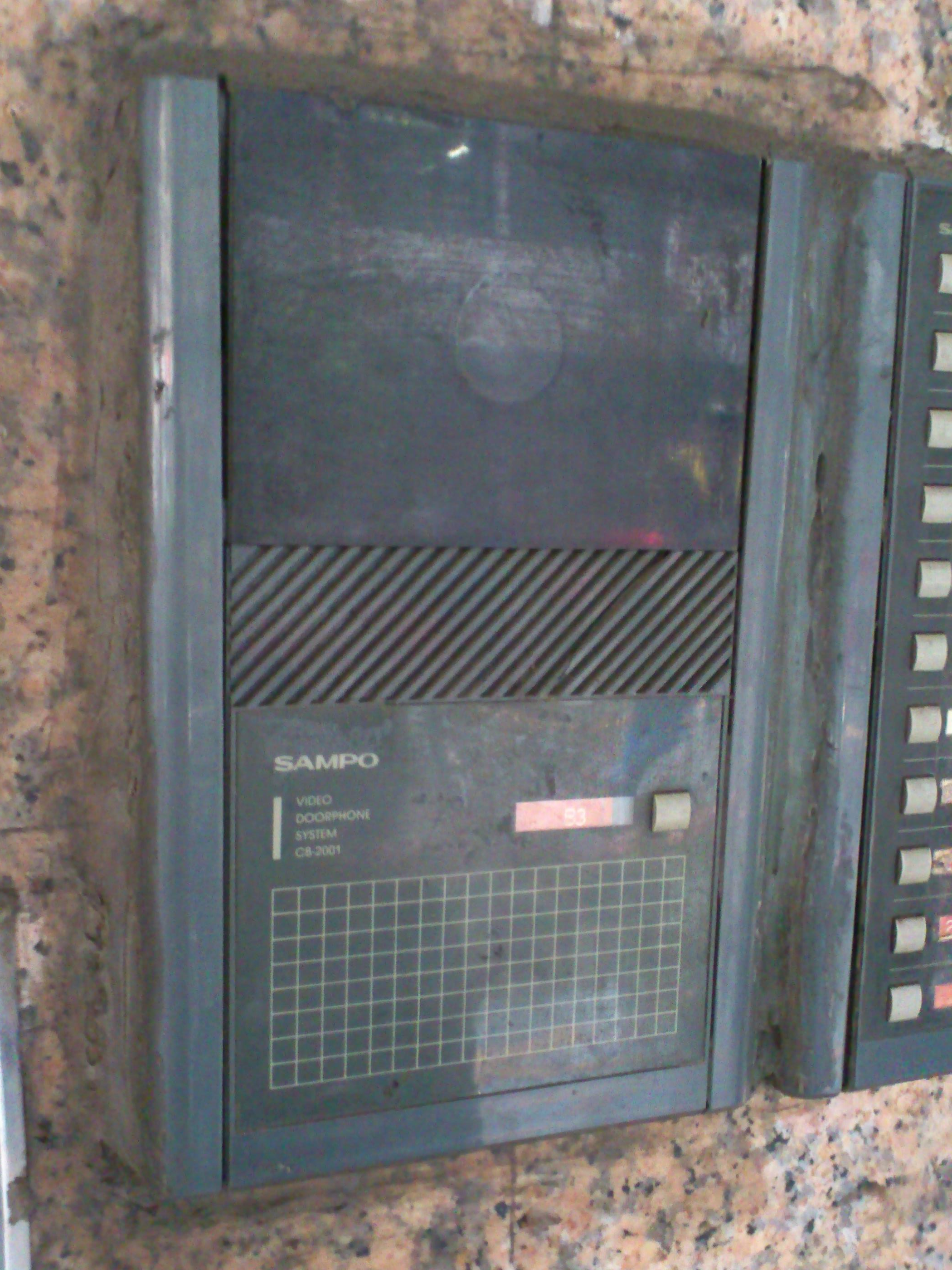
Панель відеодомофона перед входом

Домофон (англ. doorphone) — електронний переговорний пристрій, що служить для забезпечення безпеки житлових і робочих приміщень. Домофон дозволяє людині, що знаходиться всередині будівлі, без безпосереднього візуального контакту поговорити з особою, що бажає потрапити до цієї будівлі, і відкрити (або закрити) їй доступ.

## Основні види домофонів
За кількістю абонентів домофони поділяються на малоабонентські (встановлюються, як правило, перед в'їзними воротами до приватного будинку) і багатоабонентські (найчастіше ставляться на під'їздах багатоквартирних будинків).
Багатоабонентські домофони поділяють за принципом адресації на координатно-матричні і цифрові. 
Домофони також поділяються на відеодомофони і аудіодомофони. (Частіше у аудіодомофонах стоїть звукова клавіатура). Відеодомофони крім голосового зв'язку дозволяють бачити співбесідника, що частково допомагає зрозуміти, чи не говорить він з примусу.
Основними способами відкриття дверей через домофон є використання ключа, відкриття зсередини приміщення або за допомогою коду.

## Основні складові частини домофонів
Переговорний пристрій аудіодомофона.
- Панель виклику — розташовується перед входом в приміщення, на двері або поруч з нею. З її допомогою людина, що бажає потрапити всередину об'єкта, зв'язується з тими, хто знаходиться всередині будівлі. Зазвичай виготовляється антивандальним. Може містити:
  - кнопки цифрового набору,
  - підсвічування клавіатури,
  - приховану відеокамеру спостереження,
  - зчитувач контактного ключа або смарт-карти.
- Комутатор — комутує сигнал на квартири, перемикаючи сигнал на переговорні пристрої в залежності від набраного номера. Присутній зазвичай в багатоквартирних домофонах, буває вбудований в панель виклику, працює за принципом телефону. З його допомогою відвідувач, що бажає потрапити всередину, може представитися і повідомити про мету свого візиту.
- Абонентський пристрій — апарат, за допомогою якого люди, що знаходяться всередині, можуть запитати, ким є відвідувач, а також про мету його візиту — якщо ця людина їм незнайома. За допомогою кнопки відкриття можна відкрити замок дверей, якщо на дверях встановлений електричний замок. На пристрої може розташовуватися екран, з'єднаний з камерою спостереження, через який можна розглянути відвідувача.

- Замикаючий пристрій. Сучасні домофони зазвичай забезпечують зв'язок з електричним замком,[2] хоча замок не є складовою частиною домофона, а тільки виконує команду відкриття дверей. Можливі варіанти замка:
  - Електромеханічний замок — являє собою засув, що висувається за допомогою електромагніту або електродвигуна.
  - Електромагнітний замок — електромагніт, утримує двері. У разі відключення електрики замок стає в положення «відкрито».

Переваги в порівнянні з механічними замками: велика надійність і простота виготовлення через відсутність рухомих частин.
Недоліки: можливість несанкціоновано відкрити двері при додатку порівняно невеликого зовнішнього зусилля. Замок легко вивести з ладу, підклавши чужорідний предмет між магнітом і відповідною пластиною. Проконтролювати щільне тяжіння двері можуть замки, оснащені датчиком магнітного потоку.